# الكنيسة الكاثوليكية في سلطنة عمان
الكنيسة الكاثوليكية في سلطنة عُمان هي جزء من الكنيسة الكاثوليكية العالمية، الخاضعة للقيادة الروحية للبابا في روما.
في عام 2023، شكّل الكاثوليك نسبة 2.35% من سكان عُمان، وهم في الغالب من العمال الوافدين.
في عام 2020، كان هناك 10 كهنة يعملون في أربع أبرشيات، ولم يكن هناك راهبات.
تُعدّ سلطنة عُمان جزءًا من النيابة الرسولية لجنوب شبه الجزيرة العربية، إلى جانب اليمن والإمارات العربية المتحدة، ويقع مركزها في مدينة أبو ظبي. في فبراير 2023، أصدر الكرسي الرسولي وسلطنة عُمان بيانًا مشتركًا أعلنا فيه عن إقامة علاقات دبلوماسية كاملة بينهما على مستوى السفارة البابوية في سلطنة عُمان وسفارة سلطنة عُمان لدى الكرسي الرسولي.
توجد أربع أبرشيات في عُمان يعمل بها 12 كاهنًا، وهي:
- كنيسة القديس أنتونيوس البدواني في صحار.
- كنيسة القديسين بطرس وبولس في روي، مسقط.
- كنيسة الروح القدس في غلا، مسقط.
- كنيسة القديس فرنسيس كسفاريوس في صلالة.